# The Lady (2011)
The Lady (Brasil: Além da Liberdade / Portugal: The Lady - Um Coração Dividido) é um filme biográfico britânico dirigido por Luc Besson e estrelado por Michelle Yeoh como Aung San Suu Kyi e David Thewlis como Michael Aris.

## Enredo
Em 1947, quando Aung San Suu Kyi tinha dois anos, seu pai, Aung San, lidera a Birmânia para a independência, mas durante uma reunião sobre a democratização do país é assassinado por um grupo de homens armados e uniformizados. Após o ocorrido Suu Kyi vai para a Inglaterra, onde vive com marido e filhos até 1988, ano em que volta a Birmânia para cuidar de sua mãe que está com a saúde debilitada. Quando chega em seu país percebe que seu pai, Aung San, ainda é lembrado pelos seus feitos e, ao visitar sua mãe no hospital, encontra muitas pessoas que foram feridas durante a repressão de Tatmadaw na Revolta 8888. Percebendo que é necessário uma mudança na política da Birmânia, é atraída para o movimento que promove a reforma. Suu Kyi aceita tornar-se o ícone do movimento e acaba se dedicando a atividades que promovam maior liberdade política no país. Eventualmente se torna a fundadora da Liga Nacional pela Democracia e, claramente, vence as eleições de 1990. Entretanto, os militares birmaneses se recusam a aceitar o resultado da eleição e conceder o controle do governo a Suu Kyi, assim, seu marido e filhos são banidos da Birmânia e ela é colocada sob prisão domiciliar por mais de uma década. No entanto, a incansável luta de Suu Kyi ganha reconhecimento internacional, garantindo que ela não seria esquecida e não desapareceria sem ser notada. Ela se tornou a primeira mulher na Ásia a ser agraciada com o Prêmio Nobel da Paz.

## Produção
Rebecca Frayn começou a trabalhar no projeto depois que ela e seu marido, o produtor Andy Harries, tinham visitado a Birmânia no início da década de 1990. A empresa de produção de Harries, Left Bank Pictures, começou o desenvolvimento do roteiro em 2008. Harries queria que Michelle Yeoh interpretasse Suu Kyi e, quando enviou-lhe o script, Yeoh disse que ficou emocionada, embora, inicialmente, tenha se sentido intimidada por interpretar uma laureada com Nobel. O script inicialmente contava a história apenas da perspectiva de Michael Aris, mas Michelle Yeoh alega que trouxe uma nova visão e compreensão do roteiro. Jean Todt, marido de Yeoh, (que mais tarde também acompanhou o projeto como produtor credenciado) a incentivou contactar seu amigo Luc Besson para auxiliar na produção. Besson aceitou o script imediatamente como uma oportunidade para finalmente apresentar uma vida de uma heroína real, uma guerreira que não utiliza nada além de suas virtudes humanas como arma.
Durante a filmagem do filme Aung San Suu Kyi foi libertada da prisão, Michelle Yeoh a visitou logo em seguida. Durante a conversa de Yeoh e Suu Kyi sobre o filme, Yeoh disse que ainda sentia-se no set de filmagem, devido a criação do cenário feita de forma muito precisa por Besson. Em 22 de junho de 2011, Yeoh iria visitar Suu Kyi uma segunda vez, mas foi deportada da Birmânia, supostamente devido a seu papel no filme. Entretanto, Besson foi permitido se encontrar com Suu Kyi. Suu Kyi disse que estava hesitante em assistir o filme, embora tenha pedido uma cópia.

## Autenticidade
A escritora Rebecca Frayn entrevistou amigos próximos de Suu Kyi, e baseou seu roteiro em seus testemunhos. Alguns dos entrevistados só aceitaram contribuir pois Frayn não iria divulgar quem eram os colaboradores, além de seu trabalho ter sido publicamente apreciado pelo cunhado de Suu Kyi, Anthony Aris.
Para retratar Suu Kyi, Michelle Yeoh assistiu cerca de duzentas horas de material audiovisual sobre Suu Kyi e teve aulas de birmanês. O talento de Yeoh para as línguas é bastante reconhecido, principalmente no momento em que proferiu os discursos em birmanês de Suu Kyi. Michelle Yeoh também perdeu peso para interpretar Suu Kyi e seus figurinos foram feitos de seda e algodão birmaneses. Luc Besson, mais tarde, afirmou que Michelle Yeoh "tinha aperfeiçoado os aspectos e as nuances da personalidade de Suu Kyi de tal forma que as diferenças entre o ser humano real e o personagem retratado ficavam turvas quando elas se cruzavam na vida real".
Sob a direção de Luc Besson a equipe técnica também foi bastante rigorosa. Até mesmo as direções cardeais foram respeitadas quando a casa de Suu Kyi foi construída para as filmagens, pois o objetivo foi fazer o público ver o nascer do sol da mesma forma como Suu Kyi. Com base em imagens de satélite e cerca de 200 fotografias de família, a equipe construiu uma maquete de escala 1:1 da casa para ser utilizada como referência. Para alcançar a autenticidade, Luc Besson contratou muitos atores e figurantes birmaneses. Alguns deles, como Thein Win, encenaram de acordo com o que haviam vivenciado. A filmagem de uma determinada cena teve que ser interrompida duas vezes devido a atuação de Michelle Yeoh, que fez um discurso em birmanês que causou comoção entre os figurantes que tinham, originalmente, ouvido Aung San Suu Kyi.
O coprodutor Andy Harries concentrou-se em desenvolver a parte britânica do script, vistos nos aspectos da vida de Suu Kyi quando ela morava com sua família no Reino Unido. O apartamento também foi recriado em um estúdio, embora o filme inclua cenas filmadas em frente a casa verdadeira. As cenas que mostram Michael Aris como um paciente com câncer também foram filmadas no hospital onde Michael havia falecido.

## Distribuição
Além da Liberdade teve sua estreia mundial em 12 de setembro de 2011 na 36ª edição do Festival Internacional de Cinema de Toronto e, em 29 de outubro de 2011, também foi apresentado no Doha Tribeca Film Festival. A Cohen Media Group foi a distribuidora do filme nos Estados Unidos e a Mongrel Media no Canadá, que  lançou o filme em 6 de abril de 2012.
A estreia europeia ocorreu em 27 de outubro de 2011, quando o filme fez a abertura da Rome Film Festival. No Reino Unido, o filme foi distribuído pela Entertainment Film Distributors, porém, no resto da Europa, a EuropaCorp foi a responsável pela distribuição. Na Alemanha, o filme estreou no dia 15 de março de 2012.
Na Ásia, The Lady foi apresentado na Hua Hin Film Festival, onde Michelle Yeoh declarou que planejava visitar a Birmânia novamente. Em 2 de fevereiro de 2012 o filme foi lançado na Tailândia e Singapura e, em 3 de fevereiro, teve a sua estreia em Hong Kong. Na Birmânia, um grande número de versões pirateadas foram distribuídas.